# Уљешура
Уљешура (лат. Physeter catadon) је највећи од китова зубана и највећи од зубаних предатора. Једини је живи члан из рода Physeter и један од три постојеће врсте у породици китова уљешура, заједно са пигмејском уљешуром и патуљастом уљешуром из рода Kogia.
Уљешура је пелагијски сисар, са распрострањеношћу широм свијета. Мигрира сезонски због храњења и дојења. Женке и млади мужјаци живе заједно у групама, док остали мужјаци живе самостално осим у сезони парења. Женке сарађују како би заштитиле и дојиле младунчад. Женке рађају од сваке четврте до сваке 20 године и брину о младима више од деценије. Одрасла уљешура има мало природних предатора, мада младунци и слабије одрасле јединке бивају понекад убијене од стране групе орки.
Одрасли мужјак је просјечне величине од 16 метара, али неке јединке могу да достигну 20,7 m, док глава представља до једне трећине укупне дужине. Са просјечном дубином роњења од 2.250 m, трећа су врста сисара који највише зарањају, иза јужног морског слона и Кивјеовог кита. Уљешура користи ехолоцирање и вокализацију до 230 децибела испод воде. Има најтежи мозак на Земљи, више од пет пута тежи од мозга људи. Просјечно живи 70 година или више.
Спермацети (уље сперме), по којем је кит и добио име, било је примарна мета индустрије китолова, тражено је због коришћења у лубрикантима, свијећама и лампама на уље. Амбра, воштани производ, некада присутан у његовом дигестивном систему, високо је тражен као средство за парфеме, између осталог. Сакупљачи на плажама траже амбру у олупинама. Уљешура је била главна индустрија у 19. вијеку, а нашла се и ј роману Моби Дик. Врста је проглашена рањивом од стране Међународне уније за заштиту природе

## Таксономија и назив

### Етимологија
Енглески назив за уљешуру, Sperm whale, потиче од ранијег погрешног веровања да је полутечна воштана супстанца, која се налази у глави кита, његова семена течност. Она се назива спермацети (лат. „китова сперма“) или врвањ. Још један назив за уљешуру, у руском, енглеском и другим језицима је кашалот. Куруминасов Етимолошки рјечник каже да поријекло није познато, али сугерише да долази од вулгарног латинског cappula, „дршке мача“. Постоји и мишљење да име потиче од назива за велике зубе из архаичног француског, или од речи cachola из галицијског и португалског језика, која значи „глава“.
Научно име Physeter долази из античког грчког од ријечи грч. , што значи „душник“ или „отвор за ваздух“. Специфично име macrocephalus је преведено на латински од грчке ријечи грч. , што значи „велика глава“.
Синоним за њихово специфично име, катодон, значи „доњи зуби“, од грчких ријечи грч. , што значи доњи и грч. ὀδών, што значи „зуби“; тако да је добио име по видљивим зубима на доњој вилици. Још један синоним — australasianus ("Аустралазијски") је примијењен на уљешуру на Јужној Хемисфери.

### Таксономија
Уљешура припада реду парнопрстих копитара. Реду припадају сви китови, укључујући и кита зубана. Такође припадају некласификованом кладусу китова, који садржи све врсте китова, делфина и плискавице, док је једини представник рода Physeter, у породици Physeteridae. Двије врсте из рода Kogia, пигмејска уљешура и патуљаста уљешура смјештени су у ову породицу или у породицу Kogiidae. У неким таксономским шемама, породице Kogiidae и Physeteridae се налазе у натпородици Physeteroidea.
Шведски ихтиолог, Петер Артеди, описао је уљешуру као Physeter catodon, у свом раду 1738, Genera piscium, у којем је изнио запажања о обалским врстама на основу извјештаја у Оркнијским острвима 1693. и Холандији 1598. и 1601. The 1598 specimen was near Berkhey.
Уљешура је једна од врста о којима је првобитно писао Карл фон Лине, у свом раду Systema Naturae 1758. Гдје је истакао да постоје четири врсте из рода Physeter. Експерти су касније утврдили да постоји само једна врста, мада је вођена дебата да ли да се именује P. catodon or P. macrocephalus, што су два имена која је користио Лине. Оба имена се и даље користе, мада модерни аутори користе име macrocephalus, дајући му предност над именом catodon, што је постао мањи синоним. До 1974. врста је била углавном позната као P. catodon. Ипак, те године, холандски зоолози, Антонијус Хусон и Липке Холтис, предложили су да би P. macrocephalus требало да буде исправно име, јер га је Лине објавио првог и имена би требало да имају предност по реду којим су објављени. Након тога, Међународни кодекс зоолошке номенклатуре (ICZN) прихватио је њихов приједлог и 1987 је изабрано име P. macrocephalus као примарни синоним. То је прихваћено од стране многих значајних аутора, иако је Шевил (1986 и 1987) истакао да је назив macrocephalus објављен са нетачним описом, додајући да је само име catodon валидно и да је прва извршена ревизија непримјењива. Најновија ревизија извршена од стране [Интегрисани таксономски информациони систем|Интегрисаног таксономског информационог система]] (ITIS), потврдила је употребу имена P. macrocephalus испред имена P. catodon, након расправе између релевантних експерата 2008. Таксономски комитет науке о морским сисарима, највећа међународна асоцијација на свијету за науку о морским сисарима, користи име Physeter macrocephalus када објављује спискове врста морских сисара.

## Анатомија и физиологија

### Спољашњи изглед
|              | Дужина | Тежина |
| ------------ | ------ | ------ |
| Мужјаци      | 16 m   | 41 t   |
| Женке        | 11 m   | 14 t   |
| Новорођенчад | 4 m    | 1 t    |

Уљешура је највећи кит из породице китова зубана, одрасли мужјаци достижу величину од 20,7 m и тежину до 80 t. Поређења ради, други највећи кит од китова зубана достиже величину до 12,8 m и тежину до 14 t.
Уљешура спада међу китове код којих је полни диморфизам најизраженији. Новорођенчад оба пола су приближно исте величине, али одрасли мужјаци су у просјеку од 30 до 50% дужи и три пута тежи од женки. Новорођенчад су обично величине од 3.7 до 4,3 m. Женке сазријевају када нарасту од 10.6 до 11 m, и генерално не расту преко 12 m, док мужјаци сазријевају са отприлике 16 m и углавном расту до 18—19 m.
Постоје стари извјештаји о уљешурама које су имале око или изнад 80 тона, али постоје неслагања у вези тога да ли су мјере тачне, јер су тада китови углавном мјерени заједно са кривинама њиховог тијела. Процијењено је да је кит који је потопио Есекс 1799. године (што је један од инцидената који стоје иза Моби Дика), био дугачак 25 метара. Музеј за китове у Нантакету има 5.5 метара дуг скелет чељусти уљешуре, на основу чега музеј тврди да је кит био дуг 24 метра. Природњачки историјски музеј у Лондону има скелет чељусти дуг 5 метара, док се у Универзитетском музеју природне историје у Оксфорду налази скелет чељусти дуг 4.7 метара. Године 1853, измјерена је уљешура дуга 19 метара, док је дужина чељусти била 6,1 m.
Највећа животиња икада која је мјерена у цјелини био је кит уљешура дуг 18 метара и тежак 53 тоне. Најтежа измјерена уљешура у дјеловима била је дуга 18,1 m и тешка 20.7 t. Године 1950, Совјети су ухватили Уљешуру близу Курилских острва, која је била дуга 20,7 m. Процијењено је да је била тешка 80 тона, за шта су неки аутори рекли да је највећа измјерена уљешура. У ревизији варијације мјера морске мегафауне, Меклејн и његове колеге су објавили да је највећа измјерена уљешура, која је забиљежена у подацима међународне комисије за китове, измјерена 1943. и била је дуга 24 метра. Ипак, напоменули су да је уљешура те величине ријетка и да је 95% њих који су измјерени, мање.
Повећан лов је можда имао утицаја на смањење њихове величине, јер су мужјаци били веома тражени након Другог свјетског рата. Данас, мужјаци обично не прелазе преко 18,3 m и 51 t. Закључак другог истраживања је да претјерана експлоатација и лов на уљешуре, нису утицали на смањење раста, као и да су они у модерно вријеме већи него што су били, на шта је такође могла да утиче претјерана експлоатација. Испитивањима која су вршена на старим мужјацима ухваћеним на Острвима Соландер, закључено је да су изузетно велики и необично много богати машћу.
Јединствено тијело уљешуре је тешко помијешати са неком другом врстом китова. Препознатљив облик креће се од изузетно велике главе, која може да носи четвртину или трећину укупне дужине уљешуре. Отвор за ваздух, у облику слова S латинице, смјештен је близу врха главе и нагнут је на лијеву страну.
Режањ репа уљешуре је троугласт и изузетно дебео. Пропорционално су већи од свих других врста китова и веома флексибилни. Уљешуре свој реп подижу високо изнад воде и почињу да роне у потрази за храном. Умјесто леђног пераја, имају неколико гребена дуж репа. Највећи гребен се зове „грба“ и може да буде помијешан са задњим перајима због свог облика и величине.
У супротности са глатком кожом код многих великих китова, кожа на леђима код уљешура је наборана, а многи посматрачи китова упоредили су је са сувим шљивама. Код неких јединки примијећен је албинизам.

### Скелет
Ребра су код уљешуре спојена са кичмом флексибилном хрскавицом, што омогућава грудном кошу да се сруши умјесто да пукне под великим притиском. Иако су китови прилагођени роњењу, роњење у великим дубинама оставља дугорочне посљедице. Кости се понашају исто као у кости код људи усљед декомпресионе болести. У скелетима старијих уљешура пронађене су много шире рупе у костима, док скелети младунчади нису били оштећени. Повреде могу да укажу да су уљешуре осјетљивије на декомпресиону болест и изненадно израњање на површину може да буде смртоносно за њих.
Као и код других китова, кичма код уљешуре је ограничена зглобом, а остатак је модификован и позициониран више на кичменом стубу, пригљен бочно, како би спријечило обимно бочно савијање. Те еволуционе модификације учиниле су кичму флексибилнијом, али слабијом од кичме копнених предатора.
Као и код осталих китова зубана, лобања код уљешуре је асиметрична, како могле да поднесу ехолоцирање. Тако да звучни таласи који погађају китове из различитих праваца неће бити каналисани на исти начин. Унутар полазне тачке лобање, отварање коштане носне цијеви је искривљено на лијеву страну лобање.

### Зуби и лобања
Доња вилица код уљешура је веома уска; имају од 18 до 26 зуба на обје стране у доњој вилици, које се уклапају са горњом. вилицом. Зуби су у облику купе и тешки су до 1 kg по један. Зуби су функционални, али дјелује да нису неопходни да би се уловио плијен или у току храњења, јер су проналажене јединке без зуба или са деформисаним вилицама. Хипотеза је да се зуби користе углавном само у борби мужјака. Одрасли мужјаци често показују страх, што је вјероватно узроковано зубима. Основни зуби се такође налазе у горњој вилици, али нису велики. Анализирање зуба је приоритетан метод утврђивања година кита. Као што дрвеће има узрочнике помоћу којих се утврђује старост, тако и зуби код кита стварају изразити слој цимента и дентина како расту.

### Мозак
Уљешура има највећи мозак од свих животиња, живих или изумрлих, са просјечном тежином од 7,8 kg. Најмањи измјерени мозак био је тежак 6,4 kg, док је највећи био тежак 9,2 kg. Мозак уљешуре тежи је више од пет пута од људског мозга, док му је обим око 8.000 cm³. Иако велики мозак генерално значи и већу интелигенцију, то није једини фактор; Слонови и делфини такође имају већи мозак од људи. Уљешуре имају мању интелигенцију од свих других китова и делфина и човеколиких мајмуна и много мању него људи.
Велики мозак уљешура је већи него код свих других сисара, и у релативној и у апсолутној величини. Олфакторни систем је смањен, што указује на то да уљешура има слабо чуло укуса и мириса. Насупрот томе, чуло слуха им је повећано. Пирамидални тракт је слабо развијен, што је одражено редукцијом удова.

### Биолошки систем
Респираторни систем код уљешура је прилагођен да издржи велики притисак када роне. Хлексибилни грудни кош омогућава плућима да доживе слом,, смањујући ниво азота, а метаболизам може да се смањи како би сачувао кисеоник. Између роњења, уљешуре излазе да удахну кисеоник сваких осам минута. Китови зубани удишу ваздух преко рупе у оквиру слова S латинице, која је нагнута. на лијеву страну главе. Ваздух удишу 3—5 пута у минуту, што се повећава на 6—7 пута након роњења. Удисање је бучно, које може да иде до 2 метра или више изнад нивоа мора, а под углом од 45 степени. У просјеку, женке и младунчад удишу сваких 12.5 секунди када не роне, док мужјаци удишу сваких 17.5 секунди. Код мужјака убијеног на 160 km јужно од Дурбана, у Јужноафричкој Републици, након сат и 50 минута роњења, пронађене су двије мале ајкуле, које настањују морско дно, у његовом стомаку.
Уљешура има највећи интестинални систем на свијету, који достиже дужину до 300 метара код великих јединки. Слично као код преживара, уљешура има четири стомачне коморе. Прва комора не лучи желудачне сокове и има дебеле мишићне зидове, који дробе храну, јер китови не могу да жваћу. У другој комори се луче желудачни сокови, гдје се такође скупљају комадићи хране који нису сварени. Код неких јединки пронађено је до 18.000 комадића. Већину тих комада кит поврати, али неки случајно заврше у пробавном систему, што убрзава формирање амбре.
Године 1959, извађено је срце из мужјака тешког 22 тоне. Срце је било тешко 116 kg, што је 0,5% укупне тежине. Циркулаторни систем има велики број адаптација за водену средину. Пречник лука аорте, расте како напушта срце. Лоптасто проширење дјелује као ваздушна комора, осигуравајући да крв стабилно тече, пошто се откуцаји срца смањују приликом роњења. Артерије које излазе из аорте, позициониране су симетрично. Не постоји директна веза између спољашње каротиде артерије и можданих комора. Циркулаторни систем је прилагођен роњењу на великим дубинама, до 2.250 m, до 120 минута. Уобичајено роне на дубини око 400 метара, око 35 минута. Миоглобин, који складишти кисеоник у мишићним ткивима, доста је обилнији него код копнених животиња. Крв уљешура има велику густину црвених крвних зрнаца, који садрже хемоглобин, који чува кисеоник. Оксигенизована крв може се послати само до мозга и других виталних органа, када је ниво кисеоника при крају. Орган за спермацете такође може да игра улогу у подешавању узгона. Мрежа артерија, retia mirabilia је добро развијена и доста је дужа него код осталих китова.